# Беляев, Сергей Владимирович (депутат)
Серге́й Влади́мирович Беля́ев (род. 1966) — Народный депутат СССР (1989—1991).

## Биография
Родился в 1966 году. По национальности — русский. Получил высшее военное образование в Московском высшем пограничном командном училище КГБ СССР имени Моссовета.
26 марта 1989 года был избран Народным депутатом СССР от Всесоюзного ленинского коммунистического союза молодёжи.
На момент избрания был членом КПСС, состоял на военной службе в звании лейтенанта в должности помощника начальника политического отдела по комсомольской работе войсковой части, находившейся на территории Амурской области и входившей в состав Дальневосточного пограничного округа.
По состоянию на 1 октября 1990 года оставался членом КПСС, проходил военную службу в Хабаровске в звании старшего лейтенанта в должности старшего инструктора отделения по комсомольской работе политотдела войск Краснознамённого Дальневосточного пограничного округа.
28 марта 1991 года был включён в состав Комитета Верховного Совета СССР по делам воинов-интернационалистов.